# Prudential Financial
Prudential Financial Inc är ett amerikanskt multinationellt holdingbolag inom försäkringar och investeringar. De tillhandahåller olika sorters finansiella tjänster och försäkringar som liv- och pensionsförsäkringar via sina dotterbolag till nästan 50 miljoner kunder världen över. De rankades 2015 som världens 157:e- och USA:s 49:e största publika bolag.
Bolaget bildades 1875 som Prudential Friendly Society av politikern John F. Dryden och var det första försäkringsbolaget som gjorde livförsäkringar tillgängliga för arbetare i arbetarklassen. Prudential började växa mer och mer nationellt och man beslöt 1877 att ändra företagsnamnet till Prudential Insurance Company of America. År 1902 blev Dryden invald till USA:s senat, han behöll dock positionen som president i företaget. Mellan 1961 och 1991 ägde de Empire State Building. I maj 2001 beslutade man att byta företagsnamn till det nuvarande och senare under året blev de ett publikt bolag och blev listad på New York Stock Exchange (NYSE). År 2007 köpte de namnrättigheterna till inomhusarenan Prudential Center i Newark i New Jersey, som ligger två kvarter från deras huvudkontor.
För 2015 hade de en omsättning på omkring $57,3 miljarder och förvaltade ett kapital på nästan 1,2 biljoner amerikanska dollar samt hade en personalstyrka på 49 384 anställda.